# Drang nach Osten
Drang nach Osten (in lingua italiana "Spinta verso l'Est") è un'espressione che venne usata dagli intellettuali tedeschi a partire dal XIX secolo e, più tardi, dal nazionalsocialismo, per indicare i movimenti di popolazioni germaniche e l'espansionismo tedesco verso l'Europa orientale.
Essa si riferisce all'ambito della storia tedesca, che indica l'espansione verso l'Europa orientale degli stati germanici che portò alla conquista di aree slave e baltiche, dal Medioevo (Ostsiedlung, realizzata tra il XII e il XV secolo) sino alla fine della seconda guerra mondiale, dopo la sconfitta della Germania da parte degli Alleati. Dopo la seconda guerra mondiale, la propaganda nella Polonia e nell'Unione Sovietica la utilizzava per rafforzare sentimenti antitedeschi.

## Storia

### Medioevo
Nel X secolo, il ricostituito Impero di Ottone I di Sassonia non comprendeva più il Regno di Francia, che con Ugo Capeto consolidava la propria unità territoriale. Rispetto ai tempi di Carlo Magno il cuore dell'Impero si era spostato dal Reno alla Sassonia, la regione meno cristianizzata e meno civile. Nel 950, il duca di Boemia Boleslao I dovette riconoscere la supremazia di Ottone.
Durante l'Alto Medioevo la forte crescita demografica tedesca provocò una spinta verso est che causò forti movimenti migratori, sostenuti in ottica di colonizzazione cristiana dai re e dai nobili tedeschi e polacchi, così come dalle autorità ecclesiastiche, da Renania, Fiandre e Sassonia, territori del Sacro Romano Impero, verso regioni fra i fiumi Elba e Saale, il Baltico e Polonia, abitati da popoli slavi e baltici.
La Prussia, futuro centro dello stato nazionale tedesco, affonda le sue radici proprio in questi spostamenti verso est: verso la fine del Medio Evo, i Cavalieri Teutonici avevano convertito e posto sotto il proprio controllo la maggior parte delle coste baltiche meridionali, così da formare una frontiera più o meno stabile tra la Prussia e il cattolico Regno di Polonia, per essere poi sconfitti dall'esercito polacco nel 1410 e nel 1466, perdendo i territori a favore della formazione di un feudo polacco. L'Estonia e la Livonia furono successivamente conquistate dalla Russia e dalla Svezia.

### Epoca moderna
Nel XVIII secolo alcuni autori nazionalisti tedeschi cominciano a utilizzare il termine Drang nach Osten per giustificare l'espansione verso l'Europa orientale, termine poi ripreso diffusamente in ambito geopolitico e nazionalsocialista.
La geopolitica nazionalsocialista espresse tre motivi fondamentali che spingevano la Germania a muoversi verso est:
- il primo era dettato dalla storia: la Germania realizzava una spinta "vitale" verso oriente fin dal medioevo (con l'Ostsiedlung);
- il secondo era dettato dal Trattato di Versailles, con cui le potenze vincitrici della Grande guerra avevano privato l'Impero tedesco delle sue colonie e di numerosi territori, considerati indispensabili per la sopravvivenza del popolo tedesco;
- il terzo era dovuto alla forte spinta demografica della Germania, considerata "potenza proletaria", per sfogare la quale erano necessarie nuove terre, ritenendo inevitabile quindi un'espansione verso le pianure abitate dagli slavi, praticamente spopolate in proporzione all'alta densità abitativa tedesca e a quella dell'Europa occidentale in generale.[4]

Il concetto venne poi usato a giustificazione per il bombardamento di Varsavia e la deportazione di 800.000 polacchi nei campi di concentramento, ordinata da Adolf Hitler dopo il fallimento della rivolta di Varsavia nel 1944, che causò 200.000 morti. Heinrich Himmler asserì che i polacchi, nel corso dei settecento anni precedenti, avevano costituito un ostacolo all'espansione tedesca verso est e che era perciò giunto il momento di rimuovere l'ostacolo definitivamente.
Con la conferenza di Potsdam (1945) vennero cancellate tutte le acquisizioni territoriali tedesche, specialmente quelle relative alla linea Oder-Neisse, ridimensionando la Germania ai confini del XIII secolo, pur lasciando a essa i territori storicamente abitati da Sorbi e Polabi, tra la linea Oder-Neisse e il fiume Elba.

## Spazio vitale
Il Drang nach Osten è legato al concetto di Lebensraum (Spazio vitale), ossia il concetto secondo il quale ogni popolo ha diritto a un territorio e a una quantità di risorse proporzionata alla propria popolazione e alle sue necessità: da qui l'intendimento che i territori a est della Germania, relativamente sottopopolati, dovessero diventare sfogo per la forte pressione demografica tedesca.